# اثنوغرافيا الانقاذ
اثنوغرافيا إنقاذ (بالإنجليزية: Salvage ethnography) هي تسجيل الممارسات والفولكلور للثقافات المهددة بالانقراض، بما في ذلك نتيجة التحديث. ويرتبط عمومًا بعالم الأنثروبولوجيا الأمريكي فرانز بواس؛ كان هو وطلابه يهدفون إلى تسجيل الثقافات الأمريكية الأصلية المتلاشية. منذ الستينيات، استخدم علماء الأنثروبولوجيا هذا المصطلح كجزء من نقد إثنوغرافيا القرن التاسع عشر والأنثروبولوجيا الحديثة المبكرة.

## علم أصول الكلمات
مصطلح "إثنوغرافيا الإنقاذ" صاغه جاكوب دبليو غروبر، الذي حدد ظهوره مع علماء الإثنوغرافيا في القرن التاسع عشر الذين يوثقون لغات الشعوب التي تم غزوها واستعمارها من قبل الدول الأوروبية أو الولايات المتحدة. وفقًا لغروبر، كان أحد التصريحات الرسمية الأولى التي تعترف بأن التأثير الرئيسي للاستعمار هو تدمير اللغات وأساليب الحياة الموجودة هو تقرير اللجنة البريطانية المختارة للسكان الأصليين (1837).
كرد علمي، يقتبس جروبر خطاب جيمس كاولز بريتشارد أمام الجمعية البريطانية لتقدم العلوم في عام (1839)، قام بالحديث عن قصة في العهد القديم عن قابيل وهابيل:
أينما استقر الأوروبيون، كان وصولهم بمثابة نذير إبادة القبائل الأصلية. كلما أقامت القبائل الرعوية البسيطة علاقات مع الأمم الزراعية الأكثر تحضراً، أصبح الوقت المخصص لتدميرها في متناول اليد؛ ويبدو أن هذا هو الحال منذ أن سقط الراعي الأول بيد أول فلاح للأرض. الآن، بما أن تقدم الاستعمار قد امتد كثيرًا في السنوات الأخيرة، وتم التغلب كثيرًا على عقبة المسافة والصعوبات المادية، فيمكن حساب أن هذه الكوارث، التي وشيكة على الجزء الأكبر من البشرية، إذا حسبناها من خلال العائلات والعائلات يجب تسريع السباقات في تقدمها؛ وقد يحدث، خلال قرن آخر، أن الأمم الأصلية في معظم أنحاء العالم ستختفي تمامًا من الوجود. في غضون ذلك، إذا كانت الأمم المسيحية تعتقد أنه ليس من واجبها التدخل وإنقاذ القبائل العديدة من جنسها من الإبادة الكاملة، فمن الأهمية القصوى، من وجهة نظر فلسفية، الحصول على معلومات أكثر شمولاً بكثير مما نحصل عليه الآن. أن يمتلكوا صفاتهم الجسدية والمعنوية. هناك عدد كبير من المشكلات الغريبة في علم وظائف الأعضاء، والتي توضح تاريخ النوع وقوانين تكاثره، لا تزال غير محلولة بشكل كامل. لم تتم دراسة سيكولوجية هذه الأجناس إلا قليلاً بطريقة مستنيرة. ومع ذلك فإن هذا ناقص من أجل استكمال تاريخ الطبيعة البشرية، وفلسفة العقل البشري. كيف يمكن الحصول على ذلك وقد انقرضت قبائل كثيرة وهلكت معهم أفكارهم.

## الحفظ والفن

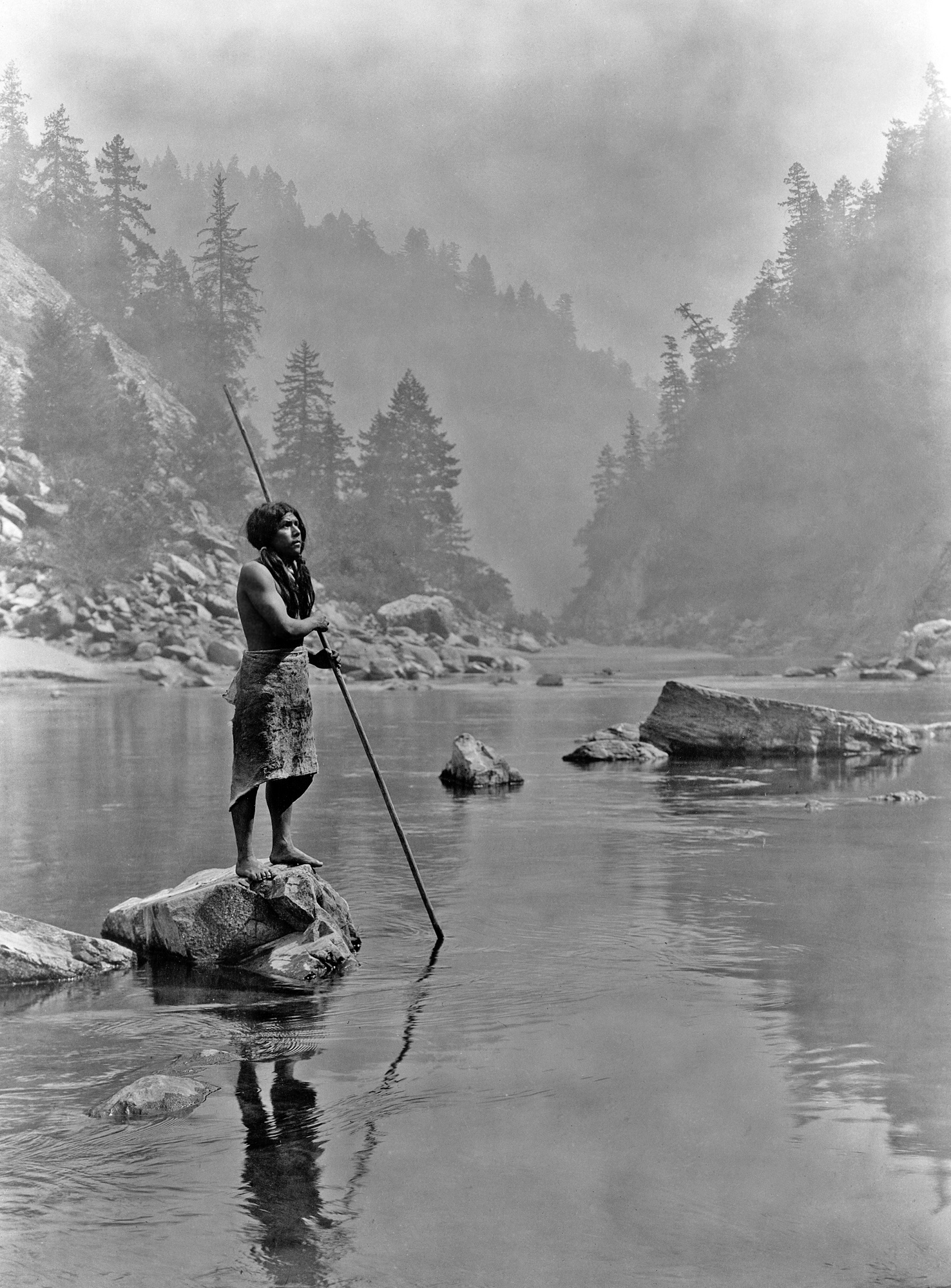
صياد هوبا. في أوائل القرن العشرين، سافر إدوارد كيرتس عبر أمريكا ليسجل صورًا لأسلوب الحياة المختفي للقبائل الهندية الأمريكية.

عملت فرانسيس دينسمور (1867–1957)، عالمة الموسيقى العرقية المؤثرة، في مجال تقليد الثنوغرافيا الإنقاذية. قام فرانسيس دينسمور بتسجيل أغاني وكلمات الأمريكيين الأصليين في محاولة للحفاظ عليها بشكل دائم. تم أرشفة العديد من تسجيلاتها الأصلية المحفوظة على اسطوانات الشمع، في مكتبة الكونجرس.
قام الفنانون بمضاعفة عمل علماء الأنثروبولوجيا المحترفين خلال هذه الفترة الزمنية. كورتيس (1868–1952) سبقه الرسام جورج كاتلين (1796–1872) في محاولته التقاط تقاليد أمريكا الشمالية الأصلية التي اعتقدوا أنها تختفي. تم اتهام كل من كيرتس وكاتلين بالحصول على ترخيص فني من خلال تزيين مشهد أو جعل شيء ما يبدو أكثر أصالة "للأمريكيين الأصليين". يشير كيرتس في مقدمة سلسلته عن هنود أمريكا الشمالية: "المعلومات التي سيتم جمعها فيما يتعلق بأسلوب حياة أحد الأجناس العظيمة للبشرية، يجب أن يتم جمعها مرة واحدة وإلا ستضيع الفرصة".
بدأ تطبيق إثنوغرافيا الإنقاذ بشكل منهجي في الأنثروبولوجيا البصرية كفيلم إثنوغرافي منذ الخمسينيات من قبل صانعي الأفلام مثل جان روش في فرنسا، وميشيل برولت وبيير بيرولت في كندا، أو أنطونيو كامبوس في البرتغال (أوائل الستينيات)، تليهم افلام اخرى في(السبعينيات).
غالبًا ما يتم تدريس إثنوغرافيا الإنقاذ في دورات دراسات السينما والإعلام كأسلوب في صناعة الأفلام يصور الحضارة أو طريقة حياة الناس السابقة. وأفضل مثال على ذلك هو فيلم "نانوك الشمال" لروبرت فلاهيرتي. في نانوك، نظم فلاهيرتي حوادث ومشاهد لا تمثل بشكل عادل أسلوب الحياة الحالي لقبيلة الإنويت، بل تمثل "جلالتهم السابقة".